# Анна-Карін Улофсон-Зідек
Анна-Карін Улофсон-Зідек (швед. Anna Carin Helena Cecilia Olofsson Zidek; 1 квітня 1973 року, Свег, Швеція) — шведська біатлоністка. Олімпійська чемпіонка Турину, чемпіонка світу.
В травні 2008 року побралася з Томом Зідеком, а в червні того ж року народила сина.